# Любимов, Сергей Васильевич
Серге́й Васи́льевич Люби́мов (1872—1935) — русский и советский историк-архивист и генеалог, составитель книги «Титулованные роды Российской империи: Опыт подробного перечисления всех титулованных российских дворянских фамилий, с указанием происхождения каждой фамилии, а также времени получения титула и утверждения в нём». Опубликовал более 20 поколенных росписей, в основном титулованных родов.

## Биография
Родился 12 (24) марта 1872 года.
Ещё обучаясь в Александровском лицее в 1889 году Сергей Любимов приобрёл в букинистическом магазине П. П. Шибанова тома «Российской родословной книги» П. В. Долгорукова, вследствие чего заинтересовался генеалогией. Был выпущен из лицея в 1893 году с чином X класса.
Благодаря знакомству с В. В. Руммелем, получил возможность работать с делами древних дворянских родов из архива Департамента герольдии: В 1894—1895 годах брал из архива труднодоступные дела Ельчаниновых, Ермоловых, Свечиных, Черемисиновых.
В 1899 году он — титулярный советник, ревизор Отделения Департамента гражданской отчётности по ревизии государственных кредитных установлений.
В 1904 году — надворный советник, младший инспектор для наблюдения за типографиями, литографиями и т. п. заведениями, а также за книжной торговлей в Санкт-Петербурге.
В 1907 году — коллежский советник.
В 1909 году появился его первый очерк о князьях Пелымских.
В 1910 году появился его труд «Титулованные роды Российской империи…» и 6 ноября 1910 года он стал действительным членом Историко-Родословного Общества в Москве.
С 1911 года — статский советник.
С 6 ноября 1912 года вступил на правах действительного члена в Русское генеалогическое общество[уточнить].
В 1913 году — инспектор 2-го участка (Спасская и Коломенская части) Инспекции для надзора за типографиями, проживал по адресу: ул Спасская, д 39.
В 1915 году издал небольшой справочник о малоизвестных княжеских и графских семьях, в том числе князей Бековичей-Черкасских.
В 1917 году — член Петроградского комитета по делам печати.
В 1920-е годы продолжал генеалогические исследования, опубликовал две статьи о предках Достоевского.
В 1926 году была парализована правая половина тела, но несмотря на болезнь он продолжал писать и публиковать статьи.
Умер в 1935 году.